# Tashkent Challenger
El Tashkent Challenger  es un torneo de tenis celebrado en Tashkent, Uzbekistán desde el año 2008. El evento forma parte del ATP Challenger Tour y se juega en canchas duras.

## Finales anteriores

### Individuales
| Año  | Campeón             | Finalista           | Resultado      |
| ---- | ------------------- | ------------------- | -------------- |
| 2016 | Konstantin Kravchuk | Denis Istomin       | 7–5, 6–4       |
| 2015 | Denis Istomin       | Lukáš Lacko         | 6–3, 6–4       |
| 2014 | Lukáš Lacko         | Sergiy Stakhovsky   | 6–2, 6–3       |
| 2013 | Dudi Sela           | Teymuraz Gabashvili | 6–1, 6–2       |
| 2012 | Uladzimir Ignatik   | Lukáš Lacko         | 6–3, 7–63      |
| 2011 | Denis Istomin       | Jürgen Zopp         | 6–4, 6–3       |
| 2010 | Karol Beck          | Gilles Müller       | 64–7, 6–4, 7–5 |
| 2009 | Marcos Baghdatis    | Denis Istomin       | 6–3, 1–6, 6–3  |
| 2008 | Lu Yen-hsun         | Mathieu Montcourt   | 6–3, 6–2       |

### Dobles
| Año  | Campeón                           | Finalista                           | Resultado          |
| ---- | --------------------------------- | ----------------------------------- | ------------------ |
| 2016 | Mikhail Elgin Denis Istomin       | Andre Begemann Leander Paes         | 6–4, 6–2           |
| 2015 | Sergey Betov Mikhail Elgin        | Frank Moser Alexander Satschko      | 6–3, 3–6, [13–11]  |
| 2014 | Mikhail Elgin Teymuraz Gabashvili | Purav Raja Divij Sharan             | 6–4, 6–4           |
| 2013 | Mikhail Elgin Teymuraz Gabashvili | Purav Raja Divij Sharan             | 6-4, 6-4           |
| 2012 | Andre Begemann Martin Emmrich     | Rameez Junaid Frank Moser           | 6–72, 7–62, [10–8] |
| 2011 | Harri Heliövaara Denys Molchanov  | John Paul Fruttero Raven Klaasen    | 7–65, 7–63         |
| 2010 | Ross Hutchins Jamie Murray        | Karol Beck Filip Polášek            | 2–6, 6–4, [10–8]   |
| 2009 | Murad Inoyatov Denis Istomin      | Jiří Krkoška Lukáš Lacko            | 7–64, 6–4          |
| 2008 | Flavio Cipolla Pavel Šnobel       | Michail Elgin Alexandre Kudryavtsev | 6–3, 6–4           |